# پیکاچو دل دیابلو
پیکاچو دل دیابلو (به اسپانیایی: Cerro de La Encantada) یک کوه در مکزیک است که در باخا کالیفرنیا واقع شده‌است. پیکاچو دل دیابلو ۳٬۰۹۶ متر بالاتر از سطح دریا واقع شده‌است.